# Flora Larsson
Flora Larsson, född Benwell 31 maj 1904 i Buenos Aires i Argentina, död 12 mars 2000 i Bromley, London, England var en kommendör i Frälsningsarmén, tillika diktare, författare och sångförfattare.
Flora Larsson föddes i Argentina som tredje barnet till två frälsningsofficerare; fadern Alfred James Benwell (1873–1957) var engelsman och hennes mor Mathilda Gustafva Bydén  (1866–1929) var svenska. 1905 återvände familjen till England.
Flora Larsson blev frälsningsofficer 1926 och gifte sig 1934 med kapten Sture Larsson. Paret fick tre barn. Två levde till vuxen ålder. I 1938 föddes deras son John Larsson som var Frälsningsarméns general 2002–2006 och 1943 föddes dottern, Miriam Frederiksen som är överstelöjtnant i Frälsningsarmén. Flora Larsson arbetade för Frälsningsarmén i England, Sydamerika, Danmark, Frankrike, Finland, Sverige och Norge.

## Psalm
- Jesus, du segrat, i ära regerar på tronen i evighet nr 180 i Sångboken 1998
- Stunden har kommit, din stund inför Gud som nr 367 i Frälsningsarméns sångbok 1990 med texten (svensk text av Ingegärd Wickberg och musik av John Larsson).